# Campylomimus
Campylomimus là một chi bọ cánh cứng trong họ 
Elateridae.
Chi này được miêu tả khoa học năm 1960 bởi G Müller.

## Các loài
Chi này có các loài:
- Campylomimus brelihi Müller, 1960